# Johann Konrad von Teuffel
Johann Konrad von Teuffel (* 16. Juni 1799 in Tuttlingen; † 18. April 1854 in Stuttgart) war ein deutscher Jurist und Politiker.

## Leben
Als Sohn eines Chirurgen und Stadtbaumeisters geboren, studierte Teuffel Rechtswissenschaften in Tübingen und Heidelberg. Während seines Studiums wurde er 1818 Mitglied der Alten Tübingen Burschenschaft Arminia/Germania. Nach seinem Studium war er Oberjustizrat am Kreisgericht für den Neckarkreis in Esslingen am Neckar und später Obertribunalrat in Stuttgart. Von 1851 bis 1853 gehörte er als Abgeordneter dem Württembergischen Landtag an und schied dann aus gesundheitlichen Gründen aus.

## Ehrungen
- 1846: Orden der Württembergischen Krone, Ritterkreuz